# Sabrina Kyle
Sabrina Kyle, anche conosciuta a volte col nome d'arte di Saphire (Hamilton, 23 settembre 1990), è una wrestler canadese.
È meglio conosciuta per il suo lavoro in promotions come la AWWL, NCW Femmes Fatales, ALF e PWR. È anche una delle poche atlete ad essersi diplomata alla Living Legends Gym Academy ad Hamilton.

## Carriera nel wrestling

### Gli inizi
Sabrina Kyle ha iniziato l'allenamento nel 2005. Ha debuttato come Manager sotto il ring name di Saphire. Dopo aver lottato un paio di match tra il 2005 e il 2007 ha deciso di diventare una seria atleta quindi ha cambiato il nome in Sabrina Kyle e ha iniziato a lottare da sola. Durante il 2008 ha avuto diversi match con wrestlers come PJ Tyler, Kristal Banks e la veterana del quadrato Misty Haven. Il 30 novembre 2008 ha anche lottato nel GCW W.I.L.D. Tournment 2008 perdendo nel primo match contro Sirelda. Il 27 dicembre 2009 ha avuto una title shot al GCW W.I.L.D. Championship contro Deanna Conda ma non è riuscita a vincerlo. Durante il 2009 ha iniziato un feud con Jodi D'Milo, avendo diversi match con lei. Il 24 ottobre 2009 è riuscita a vincere l'AWWL Women's Champion sconfiggendo Jodi D'Milo e Persephone Vice in un Triple Threat Match. Ha anche lottato nel GCW WILD Tournment 2009 il 28 novembre perdendo un Fatal 4 Way contro Deanna Conda che ha visto coinvolte anche Melissa Coates e Mercy. Il 1 maggio 2010 è riuscita a sconfiggere Portia Perez in un Two Outs of Three Falls Match Title on a Pole Match diventando la nuova EWLS Superladies Champion.

### NCW Femmes Fatales
Ha debuttato per la NCW Femmes Fatales il 6 febbraio 2010 in un Dark Match contro Evylin Fox in uno Special DVD Bonus Match. È stata in grado di ottenere la vittoria dopo aver messo a segno la sua mossa finale. Ha fatto il suo debutto nel Main Show il 5 giugno 2010, ai tapings successivi, dove ha lottato e perso contro la "Russian Tigress" Anna Minoushka.

## In wrestling
- Finishing move
  - The Last Laugh[8][9] (Reverse Pedigree)
  - KAPOW[8] (Inverted Indian Deathlock)
  - The Baterang[1] (STO)
- Signature moves
  - Arm Drag
  - Back Elbow
  - Choke
  - Headscissors Takedown
  - Camel Clutch
  - Shoot Kick
  - Knee Smash
- Nickname
  - Miss Canada

## Championships and Accomplishiments
- AWWL
  - AWWL Women's Champion (1 volta)
- Extreme Wrestling League Show
  - EWLS Women's Champion (1 volta)
- Ontario Wrestling Indy Elite
  - OWIE ranked her #15 of the best 30 Female Singles Wrestlers in the OWIE Ontario's 30 Women in 2009